# Neoxyphinus cavus
Neoxyphinus cavus – gatunek pająków z rodziny Oonopidae.

## Taksonomia
Gatunek ten opisany został po raz pierwszy w 2017 roku przez Níthomasa M. Feitosę i Alexandre Bragio Bonaldo na łamach „Zootaxa”. Jako lokalizację typową wskazano kampus Reserva Florestal da Companhia Vale do Rio Doce w Linharesie w brazylijskim stanie Espírito Santo.

## Morfologia
Holotypowy samiec ma 1,84 mm długości ciała. Karapaks jest ciemnoczerwonobrązowy, jajowaty w zarysie, ziarenkowany, o lekko wyniesionej części głowowej, pozbawiony ząbkowania na krawędziach bocznych i kolców czy powiększonych kieszonek szczecinkowych na powierzchniach tylno-bocznych. Wysoki i w widoku przednim prosty nadustek ma lekko obrzeżoną krawędź. Kolor szczękoczułków, szczęki i wargi dolnej jest pomarańczowobrązowy. Również pomarańczowobrązowe, dłuższe niż szerokie sternum ma gładką, pokrytą dużymi, okrągłymi dołkami powierzchnię. Odnóża są pomarańczowobrązowe. Opistosoma (odwłok) ma pomarańczowobrązowe, siateczkowane, w przedniej części opatrzone wystającymi ząbkami skutum grzbietowe oraz pomarańczowobrązowe skutum epigastryczne i postepigastryczne, oba pokryte dużymi dołkami. 
Nogogłaszczki samca są w całości żółte, wyposażone w ciemny, szeroki i długi embolus.

## Rozprzestrzenienie
Pająk neotropikalny, endemiczny dla Brazylii, znany tylko ze stanu Espírito Santo. 